# Chreščatyk (stanice metra v Kyjevě)
Chreščatyk (ukrajinsky Хрещатик) je stanice kyjevského metra na Svjatošynsko-Brovarské lince. Stanice je pojmenovaná po hlavní ulici Chreščatyk.
Je to přestupní stanice na Obolonsko-Teremkivskou linku vestibulem do stanice Majdan Nezaležnosti. Za stanicí se nachází traťová spojka do stanic Majdan Nezaležnosti na Obolonsko-Teremkivské lince a Klovska na Syrecko-Pečerské lince.

## Charakteristika
Stanice je trojlodní, kdy pilíře jsou obloženy mramorem. V 80. letech 20. století byl obklad kolejových zdí stanice nahrazen mramorem.
Uprostřed nástupiště se nacházejí schody vedoucí do stanice Majdan Nezaležnosti. Na každé straně se nacházejí tři vstupy, na straně u nástupišť směrem k stanici Teatralna se nachází původní přestupní chodba, ta ve špičkách funguje pouze v jednom směru pro cestující ze stanice Majdan Nezaležnosti, na druhé straně u nástupišť směrem k stanici Arsenalna se nachází druhá chodba, tak funguje pro přestup do stanice Majdan Nezaležnosti. Na pilířích u vstupů se nachází světelné (červené/zelené) ukazatele, které ukazují jestli je chodba přístupná či ne.
Stanice má tři vestibuly, první vestibul z roku 1960 ústí do ulice Chreščatyk, na východním konci vestibulu se nachází bas-reliéf se znakem Ukrajinské SSR. Druhý vestibul ústí do Instytutské ulice a třetí vestibul ústí do ulice Architektora Horodeckoho. Všechny tři vestibuly jsou s nástupištěm spojeny eskalátory.